# Polystichum speciosissimum
Polystichum speciosissimum là một loài thực vật có mạch trong họ Dryopteridaceae. Loài này được (A. Braun ex Kunze) Copel. miêu tả khoa học đầu tiên năm 1947.